# Mandala

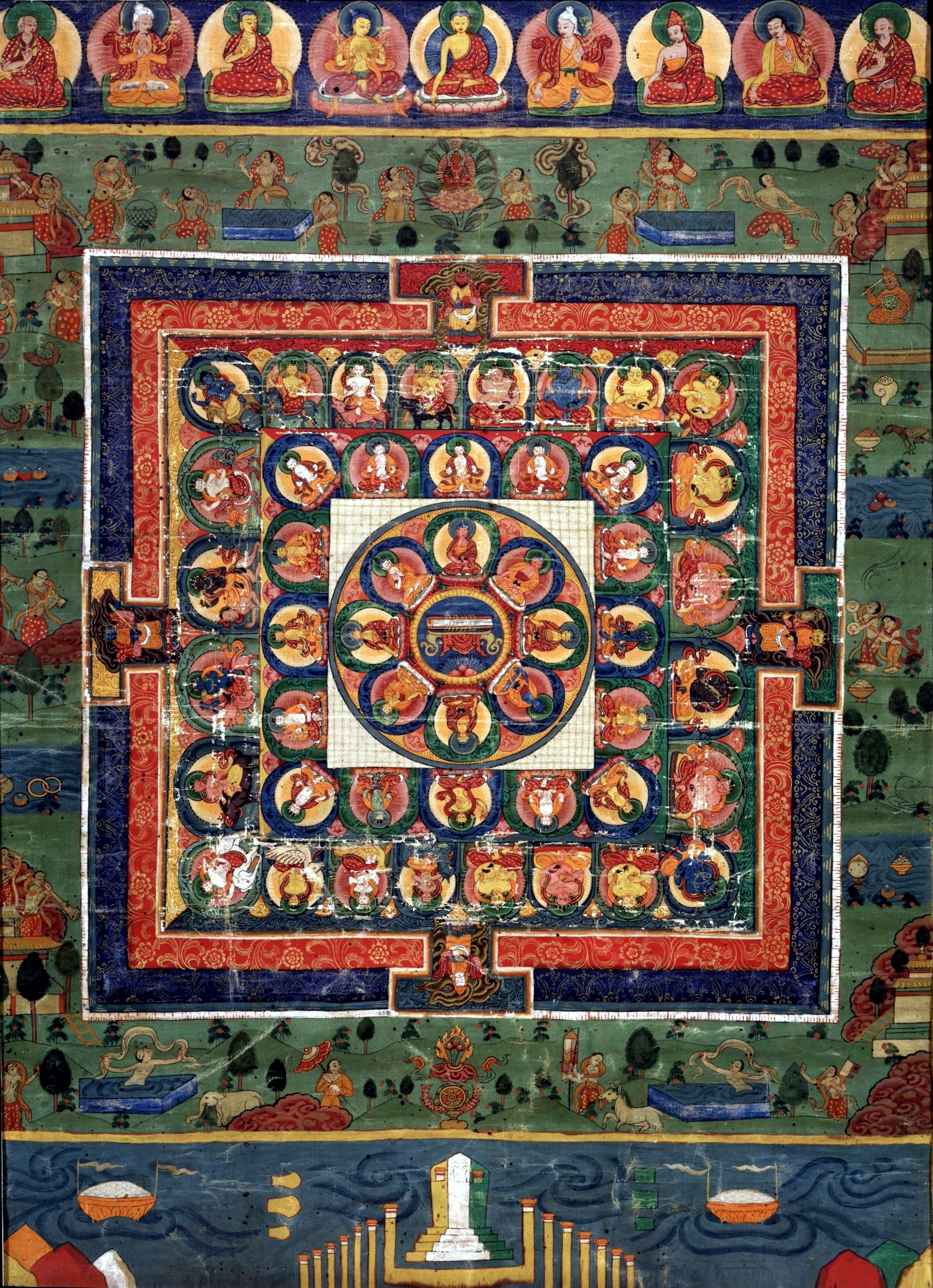
Mandala budista amb la dea Prajnaparamita al centre

Un mandala (en sànscrit, मण्डल, maṇḍala; literalment 'cercle' o 'roda') és un símbol ritual i espiritual propi del budisme i l'hinduisme, que representa l'univers. Per extensió, també s'anomena mandala un dibuix, pintura o baix relleu, normalment amb trets geomètrics, que es desenvolupa a partir d'un punt central o axial fins a formar una figura circular o concèntrica. La forma bàsica dels mandala és la d'un quadrat amb quatre portes en forma de T, que contenen un cercle amb un punt central, anomenat bindu, i s'hi poden trobar punts o eixos de simetria radial, de manera que tot el dibuix està subordinat i equidistant respecte d'aquest punt central.
Mandala de Kalatxakra significa en sànscrit 'roda del temps' o 'roda de la vida'. És un mandala que els lames confeccionen amb sorra de colors. Una de les seves característiques és la manca de permanència: es construeix cada cop de bell nou. Normalment, hi assisteix el dalai-lama, que en col·loca el primer gra de sorra al centre, i els monjos el continuen construint mentre en mediten el significat. Es realitza l'ofrena un cop acabat i, posteriorment, se'n procedeix a la dissolució, ja que tot és transitori i mutable. Al mandala de Kalatxakra trobem representat el palau de cinc nivells, on resideix la divinitat Kalatxakra i la seva consort Vixvamata, que simbolitzen la compassió i la saviesa. S'hi representen també les altres 722 divinitats menors. Segons l'antiga tradició budista, aquest mandala conté tres únics i simultanis cercles, en què es mostra una completa visió cosmològica de l'univers, una descripció detallada de la naturalesa humana i, finalment, un camí per assolir, mitjançant la reflexió, la saviesa i la compassió, el nirvana.